# أولاد آزم (بوعادل)
أولاد آزم هي إحدى مشيخات المملكة المغربية، تتبع جغرافيا لإقليم تاونات وإداريًا لبوعادل. يقدر عدد سكانها بـ 5893 نسمة حسب الإحصاء الرسمي للسكان والسكنى لسنة 2004.